# Одиночний постріл
«Одиночний постріл» (англ. A Single Shot) — американський кримінальний фільм 2013 року режисера Девіда Розенталя.

## Сюжет
У житті простого мисливця Джона настав складний період. Разом з маленькою дитиною від нього пішла дружина, і тепер він залишився зовсім один. Крім усього цього, колишня дружина знайшла собі нового хлопця, який, м'яко кажучи, не вселяє довіри. Єдине, що допомагає Джону відволіктися від проблем — полювання на оленів. Відправившись в черговий раз в ліс, молода людина і уявити собі не міг, чим для нього може закінчитися звичайна полювання. Справа в тому, що замість оленя він випадково вбиває молоду дівчину, для якої одиночний постріл виявився смертельним. Після того, як Джон знаходить в її сумці велику суму грошей, він вирішує приховати від всіх цей нещасний випадок. Але існує і ще одна важлива проблема. Вбита дівчина була нареченою одного злочинного лідера, який тепер піднімає всі свої сили, і йде проти Джона.

## У ролях
- Сем Роквелл — Джон Мун
- Джеффрі Райт — Саймон
- Келлі Райллі — Джесс
- Джейсон Айзекс — Вейлон
- Джо Андерсон — Обадія[1]
- Офелія Ловібонд — Еббі
- Тед Левайн — Сесіл
- Вільям Мейсі — Пітт[1]
- Емі Слоан — Карла
- Вільям Ерл Браун — Паффі
- Гезер Лінд — Мінсі
- Крісті Берк — Інгрід
- Дженіка Бергере — Колетт
- Лана Джіакосе — Анджела